# James Wightman Davidson
James Wightman Davidson (1er octobre 1915 - 8 avril 1973) est un historien et conseiller constitutionnel néo-zélandais. Professeur d'histoire du Pacifique à l'Université nationale australienne de 1950 à 1973,  Davidson est considéré comme le « père fondateur de l'historiographie moderne des îles du Pacifique ainsi que le conseiller constitutionnel d'une succession de territoires insulaires en pleine décolonisation ».

## Biographie
Davidson est né à Wellington, en Nouvelle-Zélande, le 1er octobre 1915. Il fait ses études à la Waitaki Boys' High School et à l'Université Victoria de Wellington puis   se rend en Angleterre pour passer son doctorat au St John's College de Cambridge. Il soutient en 1942 une thèse sur la pénétration européenne dans le Pacifique Sud, 1779-1842. Après avoir servi pendant la Seconde Guerre mondiale au sein de la Division du renseignement naval, il revient en 1947 au St John's College en tant que professeur d'université en études coloniales.
Alors qu'il conseille les chefs du territoire sous tutelle des Samoa occidentales, Davidson accepte en 1949 la nouvelle chaire d'histoire du Pacifique crée au sein de l'École de recherche sur les études du Pacifique de l'Université nationale australienne. Il continue de conseiller des insulaires du Pacifique désireux de mener à terme les processus de décolonisation de leurs territoires respectifs. Ainsi, il contribue à la rédaction des constitutions des îles Cook (à partir de 1963), de Nauru (à partir de 1967), de Micronésie (à partir de 1969) et de Papouasie-Nouvelle-Guinée où il décède Il est décédé  le 8 avril 1973, à Port Moresby. Il est enterré à Canberra.

## Ouvrages publiés
- The Northern Rhodesian Legislative Council, 1947
- Samoa mo Samoa; the emergence of the independent state of Western Samoa, 1967
- Pacific Islands portraits, 1970
- Peter Dillon of Vanikoro: Chevalier of the South Seas, 1974

## Lectures complémentaires
- Munro, Doug. "J.W. Davidson on the Home Front.” in Scholars at War: Australasian Social Scientists, 1939–1945, edited by Geoffrey Gray, idem, and Christine Winter, pp. 187–206. Canberra: ANU E Press, 2012.